# Danh sách di sản văn hóa Tây Ban Nha được quan tâm ở Sant Josep de sa Talaia
Danh sách di sản văn hóa Tây Ban Nha được quan tâm ở Sant Josep de sa Talaia.
| Tên                                                                               | Dạng                 | Địa điểm               | Tọa độ                                                     | Số hồ sơ tham khảo? | Ngày nhận danh hiệu? | Hình ảnh |
| --------------------------------------------------------------------------------- | -------------------- | ---------------------- | ---------------------------------------------------------- | ------------------- | -------------------- | --- |
| Quần thể Iglesias San José, San Agustín, San Francisco Paula và San Jorge Salinas | Khu phức hợp lịch sử | San José               | 38°55′20″B 1°17′35″Đ / 38,922222°B 1,293056°Đ              | RI-53-0000349       | 10-05-1996           | Conjunto de Iglesias de San José, San Agustín, San Francisco de Paula y San Jorge la Revista · Upload image |
| Nhà thờ San Agustín                                                               | Di tích              | San José               | 38°56′26″B 1°17′39″Đ / 38,940668716671°B 1,294037103653°Đ  | RI-51-0008629       | 30-11-1993           | Iglesia de San Agustín · Upload image                                                                       |
| Iglesa Sant Francesc s'Estany                                                     | Di tích              | San José               | 38°52′05″B 1°23′35″Đ / 38,8681367°B 1,3930575°Đ            | RI-51-0008629       | 30-11-1993           | Iglesa Sant Francesc s'Estany · Upload image                                                                |
| Nhà thờ San Jorge                                                                 | Di tích              | San José               | 38°53′27″B 1°23′46″Đ / 38,890907565916°B 1,3960683345795°Đ | RI-51-0008629       | 30-11-1993           | Iglesia de San Jorge · Upload image                                                                         |
| Tháp Can Sergent o Tháp des Toniets hay Tháp can Rempuixeta                       | Di tích              | San José Can Sergent   | 38°55′09″B 1°17′48″Đ / 38,919177°B 1,296745°Đ              | RI-51-0010605       | 28-06-2001           | Upload image                                                                                                |
| Tòa nhà (Sin Denominación)                                                        | Di tích              | San José               |                                                            | RI-51-0008628       | 30-11-1993           | Upload image                                                                                                |
| Sa Torre                                                                          | Di tích              | San José               |                                                            | RI-51-0008616       | 30-11-1993           | Upload image                                                                                                |
| Sa Tháp Can Maciá                                                                 | Di tích              | San José San Agustin   | 38°56′38″B 1°17′33″Đ / 38,944002°B 1,29255°Đ               | RI-51-0008617       | 30-11-1993           | Upload image                                                                                                |
| T. den Racó                                                                       | Di tích              | San José               | 38°56′00″B 1°18′02″Đ / 38,933288°B 1,300508°Đ              | RI-51-0008614       | 30-11-1993           | Upload image                                                                                                |
| T. des Orvays                                                                     | Di tích              | San José Sant Jordi    | 38°54′22″B 1°22′25″Đ / 38,906064°B 1,373578°Đ              | RI-51-0008625       | 30-11-1993           | Upload image                                                                                                |
| T. Can Curt                                                                       | Di tích              | San José San Agustin   | 38°56′29″B 1°17′38″Đ / 38,941432°B 1,293903°Đ              | RI-51-0008615       | 30-11-1993           | Upload image                                                                                                |
| T. Can Gisbert                                                                    | Di tích              | San José Sant Jordi    | 38°53′58″B 1°21′46″Đ / 38,899468°B 1,362671°Đ              | RI-51-0008623       | 30-11-1993           | Upload image                                                                                                |
| T. Can Mates                                                                      | Di tích              | San José Sant Jordi    | 38°53′57″B 1°22′00″Đ / 38,899287°B 1,366561°Đ              | RI-51-0008624       | 30-11-1993           | Upload image                                                                                                |
| T. Can Savines                                                                    | Di tích              | San José Sant Jordi    | 38°52′55″B 1°20′48″Đ / 38,881858°B 1,346529°Đ              | RI-51-0008626       | 30-11-1993           | Upload image                                                                                                |
| T. Can Toni Rei                                                                   | Di tích              | San José Sant Jordi    | 38°52′14″B 1°22′22″Đ / 38,870561°B 1,372662°Đ              | RI-51-0008621       | 30-11-1993           | T. de Can Toni Rei · Upload image                                                                           |
| T. Cas Costes                                                                     | Di tích              | San José Sant Jordi    | 38°53′42″B 1°22′29″Đ / 38,895075°B 1,374593°Đ              | RI-51-0008627       | 30-11-1993           | Upload image                                                                                                |
| T. S' Alqueria                                                                    | Di tích              | San José no existe mas |                                                            | RI-51-0008618       | 30-11-1993           | Upload image                                                                                                |
| T. sa Sal Rossa hay des Carregador                                                | Di tích              | San José Sant Jordi    | 38°52′24″B 1°24′15″Đ / 38,87325°B 1,404031°Đ               | RI-51-0008619       | 30-11-1993           | T. de Sa Sal Rossa · Upload image                                                                           |
| T. Ses Portes                                                                     | Di tích              | San José Sant Jordi    | 38°49′56″B 1°24′21″Đ / 38,832186°B 1,405838°Đ              | RI-51-0008620       | 30-11-1993           | T. de Ses Portes · Upload image                                                                             |
| Thápn Rovira                                                                      | Di tích              | San José San Agustin   | 38°58′22″B 1°13′50″Đ / 38,972765°B 1,230447°Đ              | RI-51-0008613       | 30-11-1993           | Torre Den Rovira · Upload image                                                                             |
| Tháp Pirata (Blasco Ibañez) hay des Savinar                                       | Di tích              | San José Es Cubells    | 38°52′26″B 1°13′43″Đ / 38,873831°B 1,228503°Đ              | RI-51-0008612       | 30-11-1993           | Torre del Pirata (Blasco Ibañez) · Upload image                                                             |
| T.de Can Calvet                                                                   | Di tích              | San José no existe mas |                                                            | RI-51-0008622       | 30-11-1993           | Upload image                                                                                                |